# روی هم چیدن (شیمی)

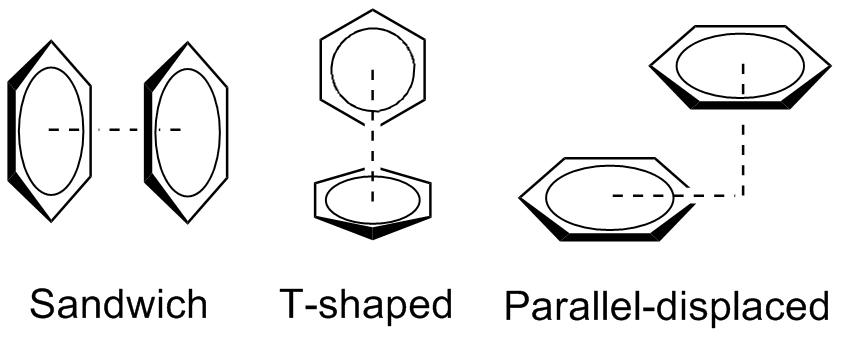
برهم کنش ساندویچ

در شیمی، انباشته شدن pi (π–π stacking نامیده می شود) به برهمکنش های احتمالی جذاب و غیرکووالانسی pi(همپوشانی حلقه‌های معطر ("برهم کنش ساندویچی") از نظر الکترواستاتیک باعث دافعه می شود. آنچه که بیشتر مشاهده می شود (شکل سمت راست را ببینید) یا یک برهمکنش انباشته ای (جابجایی موازی) یا برهمکنش pi (عمود بر T شکل) است که هر دو جذابیت الکترواستاتیکی دارند[1][2] برای مثال، رایج ترین فعل و انفعالات مشاهده شده بین حلقه‌های معطر باقی‌مانده‌های اسید آمینه در پروتئین‌ها به صورت انباشته و به دنبال آن جهت عمودی است. جهت گیری ساندویچی نسبتا نادر است.[3]
انباشتن pi دافعه است زیرا اتم‌های کربن با بارهای منفی جزئی از یک حلقه را روی سایر اتم‌های کربن با بار منفی جزئی از حلقه دوم و اتم‌های هیدروژن با بارهای مثبت جزئی را بر روی سایر اتم‌های هیدروژن قرار می‌دهد که به همین ترتیب بارهای مثبت جزئی را حمل می‌کنند.] 1] در انباشته شدن به صورت پلکانی، یکی از دو حلقه آروماتیک به طرفین افست می شود به طوری که اتم های کربن با بار منفی جزئی در حلقه اول بالای اتم های هیدروژن با بار مثبت جزئی در حلقه دوم قرار می گیرند تا برهمکنش های الکترواستاتیکی جذاب شوند. به همین ترتیب، فعل و انفعالات Pi-teeing که در آن دو حلقه عمود بر یکدیگر قرار دارند، از نظر الکترواستاتیکی جذاب هستند زیرا اتم‌های هیدروژن با بار مثبت جزئی را در مجاورت اتم‌های کربن با بار نیمه منفی قرار می‌دهند.  توضیح دیگر برای ترجیح انباشته شدن پلکانی به دلیل تعادل بین فعل و انفعالات واندروالس (پراکندگی جذاب به اضافه دفع پائولی) است.[4]
این برهم‌کنش‌های انباشته‌ای و  π-teeingبین حلقه‌های معطر در انباشته شدن هسته‌ای در مولکول‌های DNA و RNA، تا شدن پروتئین، سنتز الگو، علم مواد، و شناسایی مولکولی مهم هستند. با وجود استفاده گسترده از اصطلاح pi stacking در ادبیات علمی، هیچ توجیه نظری برای استفاده از آن وجود ندارد.[1]

## شواهدی علیه انباشتن پی
دایمر بنزن سیستم اولیه برای مطالعه انباشته شدن پی است و به طور تجربی با 8-12 کیلوژول در مول (2-3 کیلو کالری در مول) در فاز گاز با جدایی 4.96 Å بین مراکز جرم برای دایمر T شکل می باشد. انرژی اتصال اندک مطالعه تجربی دیمر بنزن را دشوار می کند و خود دایمر فقط در دماهای پایین پایدار است و مستعد خوشه شدن است.[5]

شواهد دیگر علیه انباشته شدن پی از تعیین ساختار کریستالی اشعه ایکس می آید. در ساختارهای بلوری بسیاری از ترکیبات معطر ساده می توان تنظیمات موازی عمود بر هم و افست را مشاهده کرد.[5] هندسه های موازی یا عمود بر افست مشابه در بررسی ساختارهای کریستالی پروتئین پرتو ایکس با وضوح بالا در بانک داده پروتئین مشاهده شد.[7] تجزیه و تحلیل اسیدهای آمینه آروماتیک فنیل آلانین، تیروزین، هیستیدین و تریپتوفان نشان می دهد که دایمرهای این زنجیره های جانبی برهمکنش های تثبیت کننده زیادی در فواصل بزرگتر از میانگین شعاع واندروالس دارند.[3]

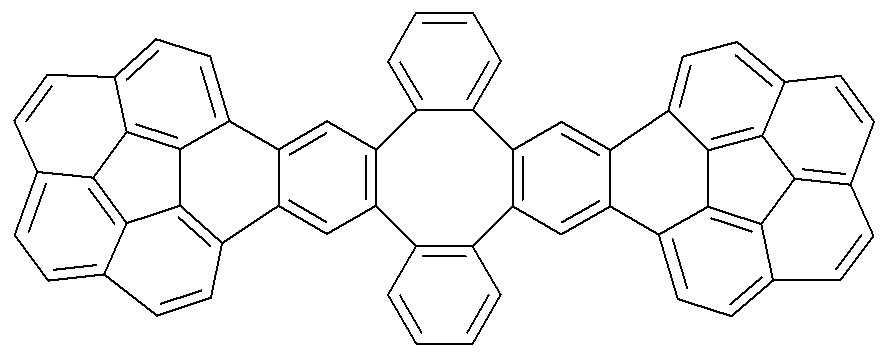

## پیکربندی های هندسی
هندسه‌های ترجیحی دایمر بنزن در سطح بالایی از تئوری با محاسبات MP2-R12/A و مجموعه‌های پایه aug-cc-PVTZ با تصحیح مخالف بسیار بزرگ مدل‌سازی شده‌اند.[5] دو شکل پایدارتر، جابجایی موازی و T شکل هستند که اساساً هم انرژی هستند. در مقابل، پیکربندی ساندویچ همپوشانی سیستم pi را به حداکثر می‌رساند، که تعامل را بی‌ثبات می‌کند. پیکربندی ساندویچ نشان دهنده یک نقطه زینی پر انرژی است که با نادر بودن نسبی این پیکربندی در داده های کریستالی اشعه ایکس مطابقت دارد.

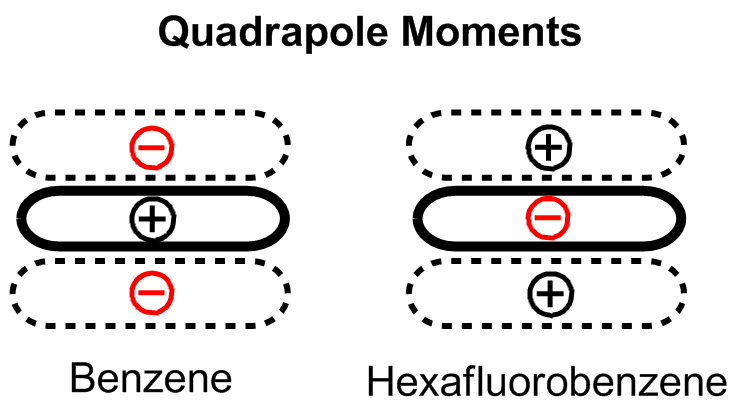
گشتاورهای چهار قطبی بنزن و هگزافلوئوروبنزن. قطبیت به دلیل تفاوت درالکترونگاتیوی هیدروژن و فلوئور نسبت به کربن معکوس می شود.

انرژی های اتصال نسبی این سه پیکربندی هندسی دایمر بنزن را می توان با توازن نیروهای پراکندگی چهار قطبی/چهارقطبی و لندن توضیح داد. در حالی که بنزن دارای ممان دوقطبی نیست، دارای گشتاور چهار قطبی قوی است.[7] دوقطبی C-H محلی به این معنی است که بار مثبت روی اتم های حلقه وجود دارد و یک بار منفی مربوط به آن نشان دهنده ابر الکترونی در بالا و پایین حلقه است. گشتاور چهار قطبی برای هگزافلوئوروبنزن به دلیل الکترونگاتیوی فلوئور معکوس می شود. دایمر بنزن در پیکربندی ساندویچ توسط نیروهای پراکندگی لندن تثبیت می‌شود، اما توسط فعل و انفعالات دافعه چهار قطبی/چهارقطبی بی‌ثبات می‌شود. با جابجایی یکی از حلقه های بنزن، پیکربندی جابجا شده موازی این فعل و انفعالات دافعه را کاهش می دهد و تثبیت می شود. قطبش پذیری زیاد حلقه های معطر منجر به فعل و انفعالات پراکنده به عنوان سهم عمده در اثرات انباشتگی می شود. اینها نقش عمده ای را برای برهمکنش های بازهای هسته ای ایفا می کنند، به عنوان مثال. [8]در DNAپیکربندی T شکل از برهمکنش های چهارقطبی/چهارقطبی مطلوبی برخوردار است، زیرا چهار قطب مثبت یک حلقه بنزن با چهار قطب منفی حلقه دیگر تعامل دارد. حلقه‌های بنزن در این پیکربندی دورترین فاصله را از هم دارند، بنابراین برهمکنش‌های مطلوب چهار قطبی/چهارقطبی آشکارا نیروهای پراکندگی کاهش یافته را جبران می‌کنند.

## اثرات جایگزین

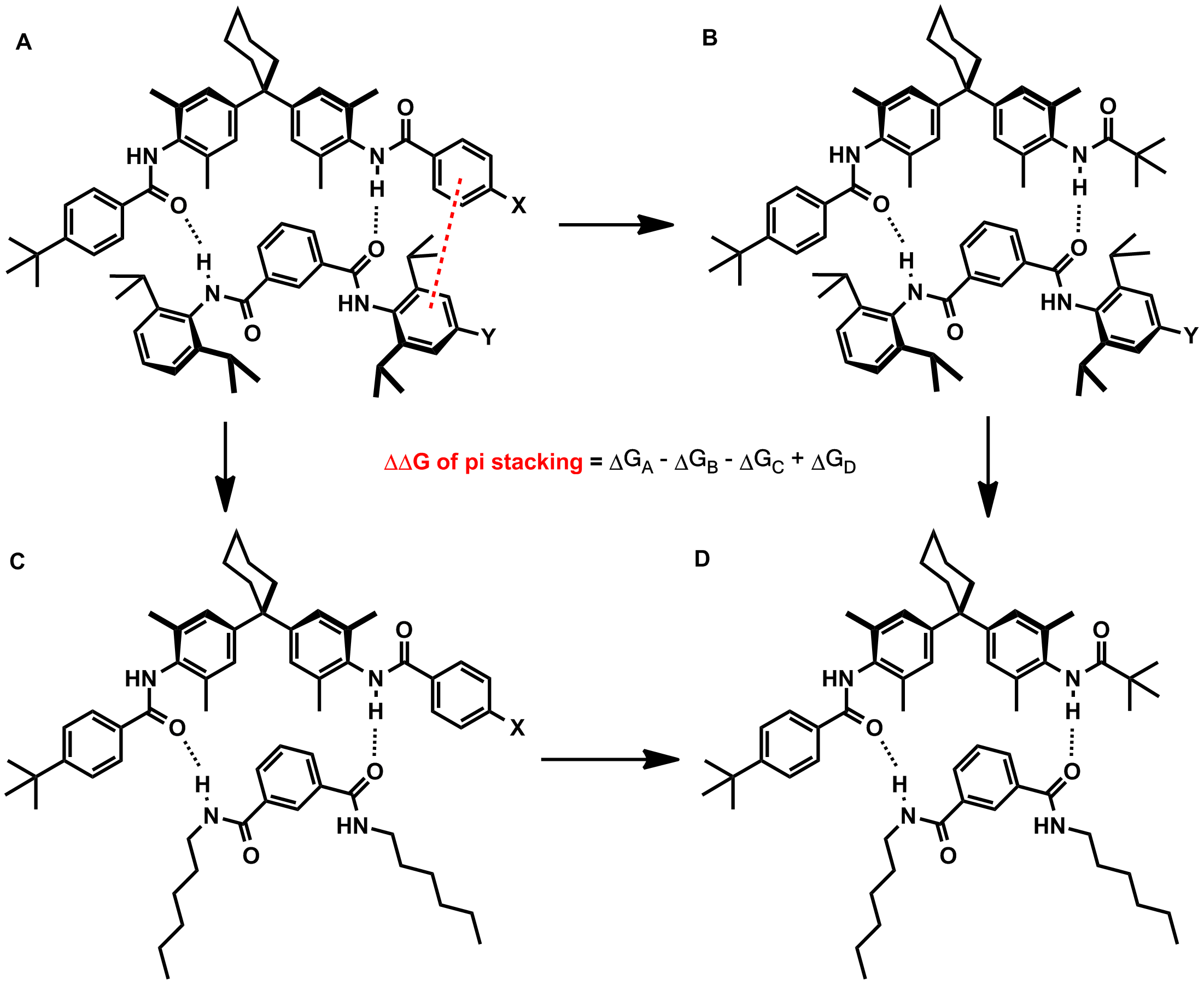
چرخه جهش دوگانه استفاده شده توسط هانتر و همکاران.[11] برای بررسی فعل و انفعالات انباشته‌ای T شکل

توانایی تنظیم دقیق برهمکنش‌های انباشته پی در تلاش‌های مصنوعی متعدد مفید خواهد بود. یک مثال می تواند افزایش میل پیوندی یک مهارکننده مولکولی کوچک به یک پاکت آنزیمی حاوی باقیمانده های معطر باشد. مدل‌سازی اثرات هترواتم‌ها [6] و جانشین‌ها بر برهم‌کنش‌های انباشته پی دشوار است و موضوع بحث است.

### مدل الکترواستاتیک
یک مدل اولیه برای نقش جانشین ها در برهمکنش های انباشته پی توسط هانتر و سندرز ارائه شد.[9] آنها از یک مدل ریاضی ساده مبتنی بر بارهای اتمی سیگما و پی، جهت گیری های نسبی و برهمکنش های واندروالس استفاده کردند تا به طور کیفی تعیین کنند که الکترواستاتیک در اثرات جانشین غالب است. طبق مدل آنها، گروه‌های الکترون‌کشنده، چهارقطبی منفی حلقه آروماتیک را کاهش می‌دهند و در نتیجه از ترکیب‌های جابه‌جایی موازی و ساندویچی حمایت می‌کنند. در مقابل، گروه های اهداکننده الکترون، چهار قطب منفی را افزایش می دهند، که ممکن است قدرت برهمکنش را در یک پیکربندی T شکل با هندسه مناسب افزایش دهد. بر اساس این مدل، نویسندگان مجموعه‌ای از قوانین حاکم بر برهمکنش‌های انباشته پی را پیشنهاد کردند که تا زمانی که محاسبات پیچیده‌تر اعمال شد، غالب بود.
شواهد تجربی برای مدل هانتر - سندرز توسط سیگل و همکاران ارائه شد. با استفاده از یک سری syn- و anti-1،8-di-o-tolylnaphthalenes جایگزین شده. [10]در این ترکیبات، گروه‌های آریل در یک هندسه انباشته به دلیل ازدحام فضایی «رو به رو» می‌شوند و مانع اپیمرشدن با طیف‌سنجی رزونانس مغناطیسی هسته‌ای اندازه‌گیری شد. نویسندگان گزارش کردند که حلقه‌های آریل با جایگزین‌های الکترون‌کشنده موانع بیشتری برای چرخش دارند. تفسیر این نتیجه این بود که این گروه‌ها چگالی الکترونی حلقه‌های معطر را کاهش می‌دهند، و اجازه می‌دهند برهمکنش‌های ساندویچ پی مطلوب‌تری و در نتیجه مانع بالاتری داشته باشند. به عبارت دیگر، گروه‌های الکترون‌کشنده منجر به برهم‌کنش‌های الکترواستاتیکی «کم‌تر نامطلوب» در حالت پایه شدند.
هانتر و همکاران یک چرخه جهش دوگانه شیمیایی پیچیده‌تر با یک "زیپ" پیوند هیدروژنی برای موضوع اثرات جانشین در برهمکنش‌های انباشته پی اعمال کرد.[11] این تکنیک برای مطالعه تعداد زیادی از تعاملات غیرکووالانسی استفاده شده است. جهش واحد، در این مورد تغییر یک جایگزین در یک حلقه معطر، منجر به اثرات ثانویه مانند تغییر در استحکام پیوند هیدروژنی می شود. جهش مضاعف این برهمکنش های ثانویه را کمی می کند، به طوری که حتی یک برهمکنش ضعیف مورد علاقه را می توان از آرایه جدا کرد. نتایج آن‌ها نشان می‌دهد که جانشین‌های الکترون‌کشنده بیشتر برهمکنش‌های دافعه پی دافعه کمتری دارند. به همین ترتیب، این روند دقیقاً برای برهمکنش با پنتافلوروفنیل بنزن معکوس شد که دارای گشتاور چهارقطبی برابر بزرگی اما از نظر علامت مخالف با بنزن است. [7]یافته ها شواهد مستقیمی برای مدل هانتر- سندرز ارائه می دهند. با این حال، برهمکنش‌های انباشته‌ای که با استفاده از روش جهش دوگانه اندازه‌گیری شد، به‌طور شگفت‌انگیزی کوچک بود، و نویسندگان خاطرنشان می‌کنند که این مقادیر ممکن است به سیستم‌های دیگر قابل انتقال نباشند.
در یک مطالعه بعدی، هانتر و همکاران. با تقریب اول تأیید شد که انرژی‌های برهم‌کنش حلقه‌های معطر متقابل در یک چرخه جهش‌یافته مضاعف تحت تأثیر اثرات الکترواستاتیکی قرار دارند.[12] با این حال، نویسندگان خاطرنشان می کنند که برهمکنش مستقیم با جایگزین های حلقه، که در زیر مورد بحث قرار می گیرد، نیز سهم مهمی دارد. در واقع، تأثیر متقابل این دو عامل ممکن است منجر به رفتارهای پیچیده وابسته به جانشین و هندسه برهمکنش های انباشته پی شود.

### مدل تعامل مستقیم
مدل هانتر- سندرز توسط گروه‌های تحقیقاتی متعددی که شواهد تجربی و محاسباتی متناقضی از برهم‌کنش‌های انباشته پی ارائه می‌دهند که عمدتاً توسط اثرات الکترواستاتیکی کنترل نمی‌شوند، مورد انتقاد قرار گرفته است.
واضح ترین شواهد تجربی علیه اثرات جانشین الکترواستاتیک توسط راشکین و واترز گزارش شده است.[13]آنها از meta- and para-substituted N-benzyl-2-(2-fluorophenyl)-pyridinium bromidesجایگزین شده، که در یک ترکیب جابجا شده موازی روی هم قرار می گیرند، به عنوان یک سیستم مدل برای برهمکنش های انباشته پی استفاده کردند. در سیستم آنها، یک پیوند دهنده متیلن، تعاملات T شکل مطلوب را ممنوع می کند. همانطور که در مدل های قبلی، قدرت نسبی برهمکنش های انباشته پی توسط NMR به عنوان نرخ چرخش در مورد پیوند بیاریل اندازه گیری شد، زیرا برهمکنش های انباشته پی در حالت گذار مختل می شوند. حلقه‌های جایگزین شده دارای موانع چرخشی کوچکی بودند که مطابق با یافته‌های قبلی، با افزایش روزافزون گروه‌های الکترون‌کشنده افزایش می‌یابد. با این حال، حلقه‌های متا جایگزین شده علیرغم داشتن چگالی الکترونی تقریباً یکسان در حلقه معطر، موانع چرخشی بسیار بزرگ‌تری داشتند. نویسندگان این اختلاف را به عنوان برهمکنش مستقیم لبه اتم های هیدروژن یک حلقه با جایگزین های الکترونگاتیو در حلقه دیگر توضیح می دهند. این ادعا توسط داده های شیفت شیمیایی پروتون مورد بحث پشتیبانی می شود.
بسیاری از تجزیه و تحلیل های دقیق از سهم نسبی عوامل در انباشته پی توسط محاسبات اثبات شده است. Sherill و Sinnokrot یافته‌های شگفت‌انگیزی را با استفاده از تئوری سطح بالا گزارش کردند که همه دیمرهای بنزن جایگزین برهمکنش‌های اتصال مطلوب‌تری نسبت به دایمر بنزن در پیکربندی ساندویچی دارند.[14] کار محاسباتی بعدی از گروه شریل نشان داد که اثرات جانشین برای پیکربندی ساندویچ افزایشی است، که به تأثیر قوی نیروهای پراکندگی و برهمکنش مستقیم بین جانشین‌ها اشاره می‌کند. [15]اشاره شد که فعل و انفعالات بین بنزن های جایگزین در پیکربندی T شکل پیچیده تر بود. در نهایت، شریل و سینوکروت در مقاله مروری خود استدلال می‌کنند که هر شباهتی از یک روند مبتنی بر اهدا یا برداشتن الکترون جایگزین‌ها را می‌توان با اصطلاحات تبادل-دفعه و پراکندگی توضیح داد.[16]
هوک و ویلر همچنین شواهد محاسباتی قانع‌کننده‌ای برای اهمیت تعامل مستقیم در پشته‌بندی پی ارائه می‌کنند[17] در تجزیه و تحلیل خود از دیمرهای بنزن جایگزین شده در یک ترکیب ساندویچی، آنها توانستند یافته های خود را با استفاده از یک مدل بسیار ساده خلاصه کنند که در آن بنزن جایگزین شده، Ph-X، با H-X جایگزین شد. قابل توجه، این مدل خام منجر به همان روند در انرژی‌های تعامل نسبی شد و به شدت با مقادیر محاسبه‌شده برای Ph-X همبستگی داشت. این یافته نشان می دهد که اثرات جانشین در دایمر بنزن به دلیل برهمکنش مستقیم جانشین با حلقه آروماتیک است و سیستم پی بنزن جایگزین شده درگیر نیست. این نکته اخیر در زیر بسط داده شده است
به طور خلاصه، به نظر می‌رسد که سهم نسبی الکترواستاتیک، پراکندگی، و برهمکنش‌های مستقیم به اثرات جانشینی که در برهم‌کنش‌های انباشته پی مشاهده می‌شود، به شدت به هندسه و طراحی تجربی وابسته است. فقدان اجماع در مورد موضوع ممکن است به سادگی نشان دهنده پیچیدگی موضوع باشد.

## نیاز به معطر بودن

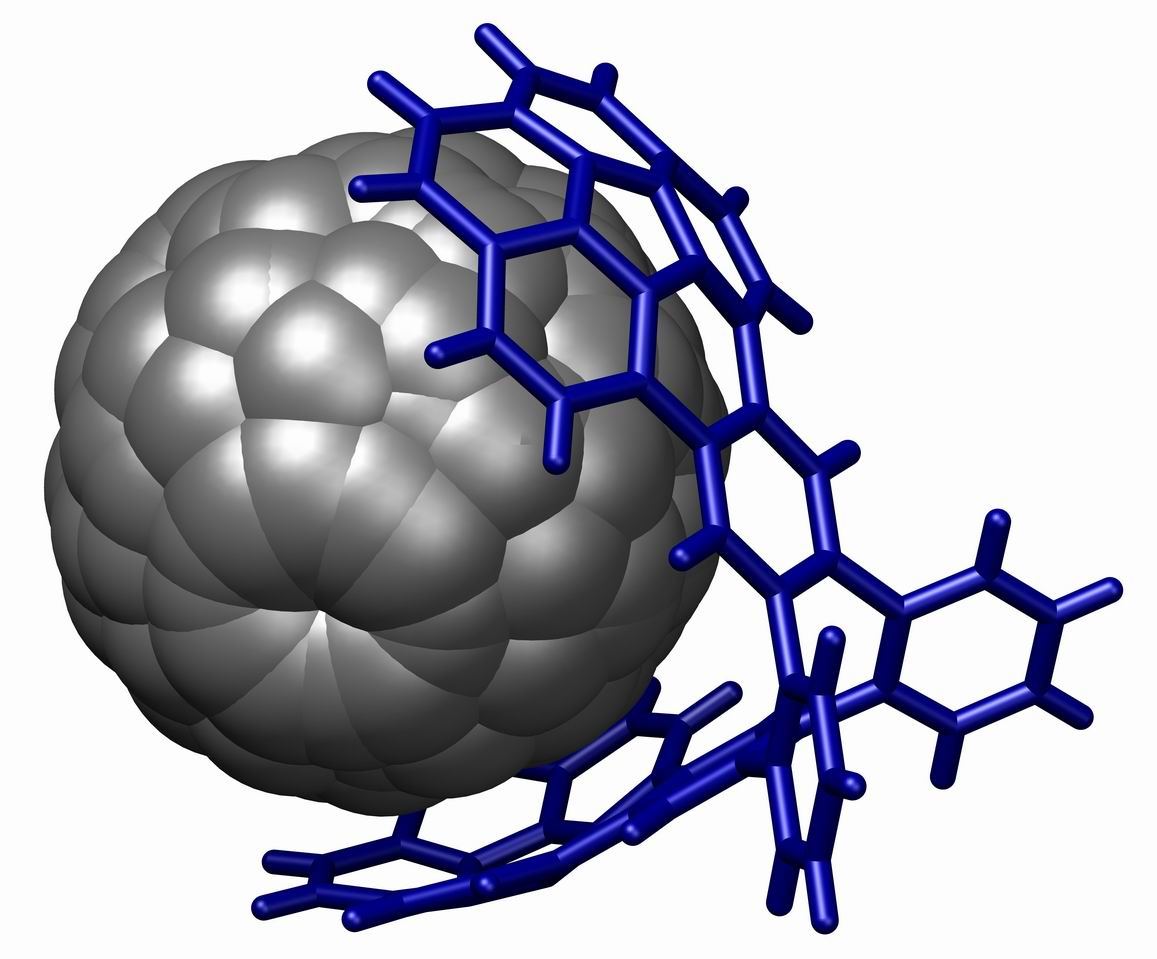
یک فولرن در باکی‌گیر از طریق فعل و انفعالات انباشته‌ای معطر

درک متعارف انباشته شدن پی شامل برهمکنش های چهار قطبی بین الکترون های غیرمحلی در اوربیتال های p است. به عبارت دیگر، معطر بودن باید برای این تعامل مورد نیاز باشد. با این حال، چندین گروه شواهد خلاف ارائه کرده‌اند و این موضوع را زیر سؤال می‌برند که آیا انباشتن پی یک پدیده منحصر به فرد است یا اینکه به سایر مولکول‌های خنثی و پوسته بسته گسترش می‌یابد.
در آزمایشی که با آزمایش‌هایی که در بالا ذکر شد، تفاوتی نداشت، پالیوال و همکارانش تعادل پیچشی مولکولی را از یک آریل استر با دو حالت ساختاری ساختند.[18] حالت تا شده دارای یک برهمکنش انباشته پی به خوبی تعریف شده با هندسه T شکل بود، در حالی که حالت بازشده هیچ برهمکنش آریل-آریل نداشت. تغییرات شیمیایی NMR دو ترکیب متمایز بود و می‌توان برای تعیین نسبت دو حالت، که به عنوان معیاری از نیروهای درون مولکولی تفسیر شد، استفاده کرد. نویسندگان گزارش می دهند که ترجیح برای حالت تاخورده منحصر به آریل استرها نیست. به عنوان مثال، استر سیکلوهگزیل بیشتر از فنیل استر حالت چین خورده را ترجیح می دهد، و ترت-بوتیل استر با ترجیحی بیشتر از هر آریل استر، حالت تا شده را ترجیح می دهد. این نشان می دهد که معطر بودن یک الزام سخت برای تعامل مطلوب با یک حلقه معطر نیست.

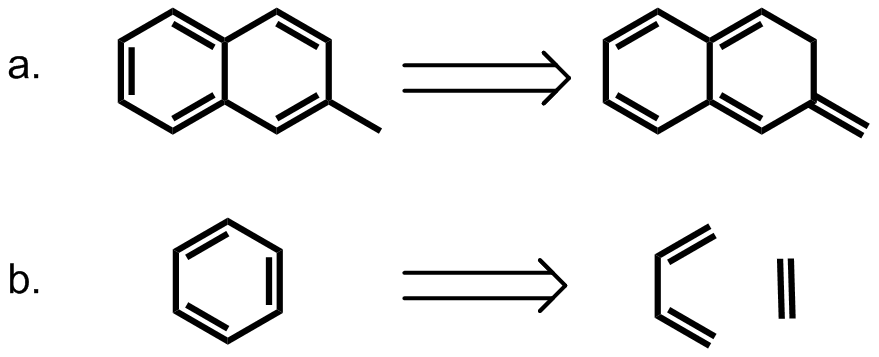
الف) نفتالین های جایگزین و ب) تشریح همودسموتیک بنزن که توسط بلوم و ویلر [20] برای تعیین کمیت اثرات جابجایی بر روی انباشته شدن پی استفاده می شود.

شواهد دیگر برای نتایج برهمکنش‌های غیر آروماتیک پی شامل مطالعات انتقادی در شیمی نظری است که مکانیسم‌های اساسی مشاهدات تجربی را توضیح می‌دهد. گریم گزارش کرد که انرژی‌های برهم‌کنش دایمرهای کوچک‌تر که از یک یا دو حلقه تشکیل شده‌اند، هم برای ترکیبات معطر و هم برای ترکیبات اشباع بسیار مشابه هستند. [19]این یافته ارتباط ویژه ای با زیست شناسی دارد و نشان می دهد که ممکن است سهم سیستم های pi در پدیده هایی مانند هسته های انباشته شده بیش از حد تخمین زده شود. با این حال، نشان داده شد که یک برهمکنش تثبیت کننده افزایش یافته برای دیمرهای آروماتیک بزرگ دیده می شود. همانطور که قبلا ذکر شد، این انرژی متقابل به شدت به هندسه وابسته است. در واقع، دایمرهای آروماتیک بزرگ فقط نسبت به همتایان اشباع خود در یک هندسه ساندویچی تثبیت می شوند، در حالی که انرژی آنها در یک برهمکنش T شکل مشابه است.
بلوم و ویلر رویکرد مستقیم تری برای مدل سازی نقش آروماتیکیته داشتند.[20] نویسندگان برهمکنش‌های بین بنزن و 2-متیل نفتالین یا ایزومر غیر معطر آن، 2-متیلن-2،3-دی هیدرونفتالین را مقایسه کردند. ترکیب دوم وسیله ای برای حفظ تعداد الکترون های p فراهم می کند در حالی که، با این حال، اثرات جابجایی را از بین می برد. با کمال تعجب، انرژی‌های برهم‌کنش با بنزن برای ترکیب غیر معطر بالاتر است، که نشان می‌دهد محلی‌سازی باند پی در برهم‌کنش‌های انباشته پی مطلوب است. نویسندگان همچنین یک تشریح همودسموتیک بنزن را به اتیلن و 1،3-بوتادین در نظر گرفتند و این برهمکنش‌ها را در یک ساندویچ با بنزن مقایسه کردند. محاسبه آن‌ها نشان می‌دهد که انرژی برهم‌کنش بین بنزن و بنزن همودسموتیک بالاتر از یک دایمر بنزن در هر دو شکل ساندویچی و جابجایی موازی است، که مجدداً مطلوبیت برهم‌کنش‌های پیوند پی موضعی را برجسته می‌کند. این نتایج به شدت نشان می دهد که معطر بودن برای برهمکنش های انباشته پی در این مدل مورد نیاز نیست

حتی با توجه به این شواهد، گریم به این نتیجه می‌رسد که انباشتن پی در واقع وجود دارد.[19] با این حال، او هشدار می‌دهد که حلقه‌های کوچک‌تر، به‌ویژه آن‌هایی که در ترکیب‌های T شکل هستند، رفتار قابل‌توجهی با همتایان اشباع‌شده خود ندارند و این عبارت باید برای حلقه‌های بزرگ‌تر در ترکیب‌های انباشته که به نظر می‌رسد اثر الکترون پی مشترک را نشان می‌دهند، مشخص شود.

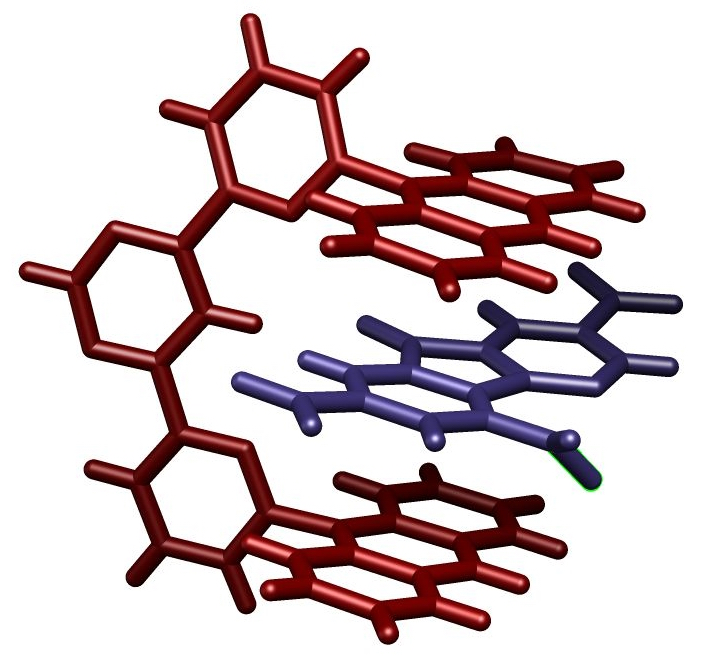
پنس های مولکولی

## کاربرد

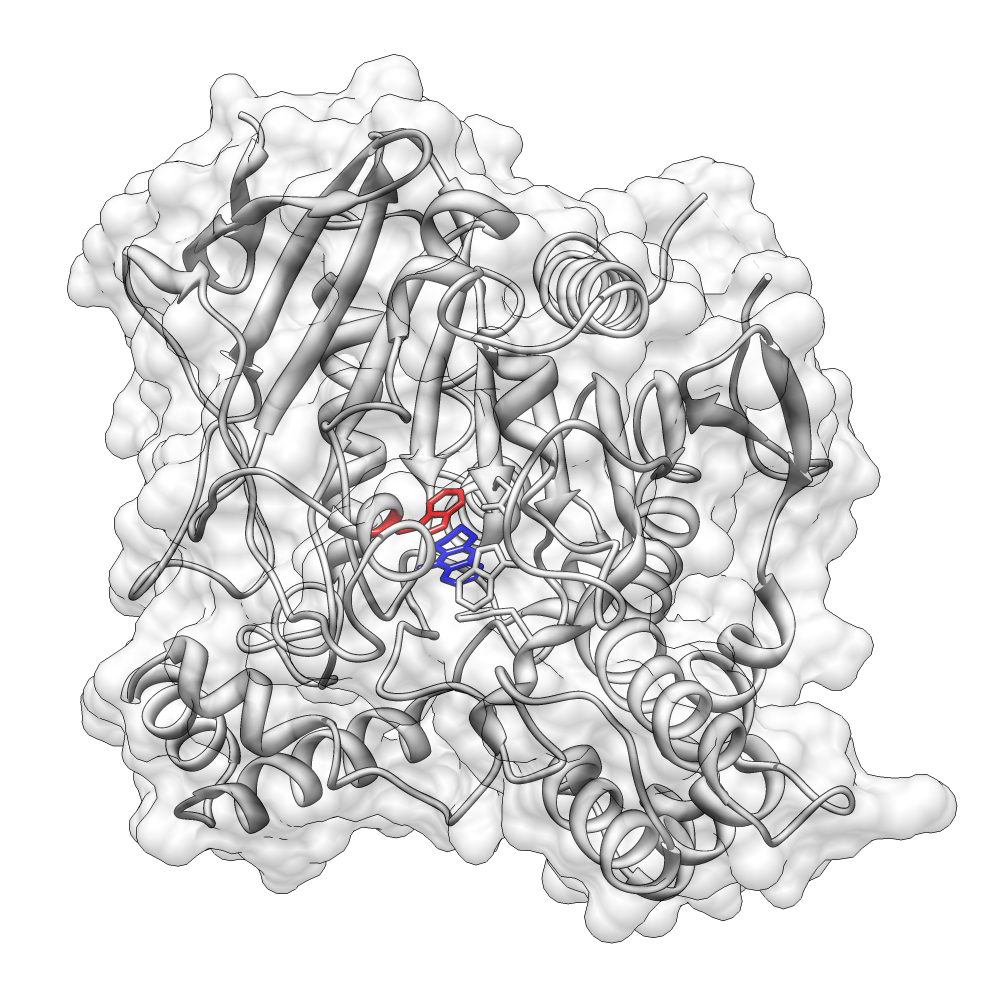
تاکرین متصل به استیل کولین استراز (PDB 1ACJ). یک برهمکنش انباشته پی بین تاکرین (آبی) و Trp84 (قرمز) پیشنهاد شده است.

نمایش قدرتمندی از انباشته شدن در باکی‌گیر یافت می‌شود.[21] این موچین مولکولی بر اساس دو باکی کاسه مقعر با تناسب کامل برای یک مولکول فولرن محدب ساخته شده است. کمپلکس شدن به سادگی با تبخیر محلول تولوئن حاوی هر دو ترکیب صورت می گیرد. در محلول یک ثابت ارتباطی 8600 M-1 بر اساس تغییرات در شیفت های شیمیایی NMR اندازه گیری می شود.
یک فولرن در باکی‌گیر از طریق فعل و انفعالات انباشته‌ای معطر.[21]
انباشتن پی در ساختارهای کریستالی پروتئین رایج است و همچنین به تعامل بین مولکول های کوچک و پروتئین ها کمک می کند. در نتیجه، برهمکنش‌های pi-pi و کاتیون-pi عوامل مهمی در طراحی منطقی دارو هستند.[22] یک مثال تاکرین مهارکننده استیل کولین استراز (AChE) تایید شده توسط FDA است که در درمان بیماری آلزایمر استفاده می شود. پیشنهاد شده است که تاکرین یک برهمکنش انباشته پی با حلقه ایندولیک Trp84 داشته باشد و این برهمکنش در طراحی منطقی مهارکننده‌های جدید AChE مورد استفاده قرار گرفته است.[23]

### افزودن در ترکیبات فعال دارویی
چندین گونه از فنیل های هماهنگ شده با pi حتی با استفاده از فلزات واسطه برای انباشتن η6-فنیل تروپان ها، با استفاده از سیکلوپنتادینیل و تری کربونیل به جای بنزن آزمایش شده اند. که در مورد تری کربونیل میل ترکیبی را برای محل لیگاند مورد نظر خود دو برابر می کند (به دلیل تأثیرات الکترواستاتیک حاصله که منجر به هدف می شود).[24]

## اثرات جایگزین

آنالوگ کوکائین 21b، آنتاگونیست

سیستم‌های π به دلیل برهم‌کنش‌های غیرکووالانسی همه‌کاره خود با گروه‌های عملکردی مختلف، بلوک‌های سازنده مهم در مونتاژ فوق مولکولی هستند. یک مثال قابل توجه از اعمال برهمکنش های π-π در مونتاژ فوق مولکولی، سنتز کاتنان است. چالش اصلی برای سنتز کاتنان این است که مولکول ها را به شیوه ای کنترل شده در هم ببندد. استودارت و همکارانش مجموعه‌ای از سیستم‌ها را با استفاده از برهمکنش‌های قوی π-π بین مشتقات بنزن غنی از الکترون و حلقه‌های پیریدینیم فقیر از الکترون توسعه دادند.[25]  کاتانن با واکنش بیس (پیریدینیوم) (A)، بیسپارافنیلن-34-کرون-10 (B) و 1، 4-بیس (برومومتیل) بنزن (C) سنتز شد .برهمکنش π-π بین A و B باعث تشکیل یک قالب در هم قفل شده شد که بیشتر با واکنش جایگزینی با ترکیب C چرخه شد تا محصول  کاتنین تولید شود.[2]